# Асен Василиев
Асен Василиев Петров е виден български изкуствовед и художник, професор, народен деятел на изкуството, герой на социалистическия труд, почетен гражданин на Кюстендил, член на Съюза на българските художници.

## Биография
Роден е в Кюстендил на 2 юни 1900 година. Дядо му Петре Кожаров е от Царево село, а баба му Ваклина е от село Вирче и е сродница на бабата на Владимир Димитров – Майстора. Баща му Васил Стоянов е фелдшер. Завършва гимназия в родния си град, а впоследствие – Художествената академия, София (1925), със специалност „Живопис“. През 1917 г. участва в изложбата на младите художници (организирана в училищната трапезария, Кюстендил) заедно с Владимир Димитров – Майстора, Кирил Цонев, Мориц Бенционов и други. Учителства в Берковица, Шумен и София. Като учител в Шумен (1927 – 1930) сътрудничи на читалището, изнася беседи върху изкуството, декоратор е на читалищния театър. Участва в археологически разкопки в Мадара и прави над 400 рисунки на откритите там находки; поставя началото на изкуствоведската си събирателска дейност.
Художник-изследовател в Археологическия музей в София (1940 – 1948), референт-ръководител на музеите в страната в Комитета за наука, изкуство и култура (от 1948). Участва дейно в изграждането на музейната мрежа в страната, в преустройството на Археологическия музей, на музеите в Русе, Шумен, Панагюрище и др. Един от основателите на Института за изобразителни изкуства при БАН. Научен сътрудник при БАН (1950), ст.н. сътрудник (1952), зам.-директор на Института за изобразителни изкуства (1957 – 1959). Професор по история на българското изобразително изкуство във ВИИИ, София (от 1974). Негова заслуга е полагането на основите на библиографията на българското изкуство, на архива на историята на българското следосвобожденско изкуство, на фонотеката към Института и др.
След пенсионирането си (1961) продължава да работи като изследовател на българското изкуство, общественик, член на художествените и реставрационни съвети при софийските музеи и галерии. Участва в многобройни художествени изложби на СБХ, открива самостоятелни изложби в Кюстендил (1970) и София (1975). Като художник застъпва предимно портретния жанр, пейзажа и натюрморта. Негови картини са притежание на НХГ, СГХГ, Художествената галерия „Владимир Димитров – Майстора“ в Кюстендил и редица галерии в страната, държавни сбирки и частни колекции.
Половин век Асен Василиев изследва изкуството на Българското възраждане. През 1942 г. проучва паметниците на културата в Македония. Три пъти пътува до Света гора, занимава се със скалните манастири при с. Иваново, Тракийската гробница при Казанлък, възрожденските църкви в София, Бачковския манастир, Зографския манастир и с редица други паметници и теми. Проучва и най-отдалечените църкви и манастири. Създава уникални по своето богатство архив и картотека за всеки паметник и за отделните майстори на българското изкуство. Участва в научноизследователските експедиции на БАН и допринася за популяризиране на малко известни паметници на българското изобразително изкуство в Добруджа (1954), Северозападните Родопи (1956), Средните Родопи (1958), Северозападна България (1956), Западна България (1957 – 1958) и др. Творчеството му включва важни научни изследвания в областта на изкуствознанието. Автор е на повече от 30 книги и няколкостотин статии в периодичния печат. Инициатор е за създаване на първата регионална енциклопедия в България – „Енциклопедичен речник Кюстендил“ (1979), и пръв неин главен редактор.
В кв. Колуша в гр. Кюстендил на площада пред средновековната църква „Свети Георги“ е издигнат негов паметник. Народен деятел на изкуството (1970), почетен гражданин на Кюстендил (1980). Носител на ордените „Георги Димитров“ (1980), „Св. св. Кирил и Методий“ I и II степен и „Червено знаме на труда“ (1970).
Умира на 2 юни 1981 година в София.